# Hospital Real de Todos os Santos
L’Hospital Real de Todos os Santos (Hôpital royal de tous les Saints) était un hôpital se trouvant dans la ville de Lisbonne au Portugal. Il a été construit entre 1492 et 1504 et fut détruit, comme la majeure partie de la ville, lors du tremblement de terre de Lisbonne en 1755.

## Construction
En 1492, après avoir obtenu l'accord du Pape, le roi Jean II ordonna la construction de l'une des plus importantes infrastructures civiles à but caritatif de l'ancien Lisbonne, l’Hospital Real de Todos os Santos. L'hôpital fut terminé en 1504, sous le règne de Manuel Ier. Sa construction faisait partie d'une campagne royale visant à la centralisation des soins dans des hôpitaux principaux et ce dans les villes les plus importantes du royaume. C'est ainsi que de tels hôpitaux ont aussi été construits à Coimbra (1508), Évora (1515) et Braga (1520).

## Emplacement et architecture

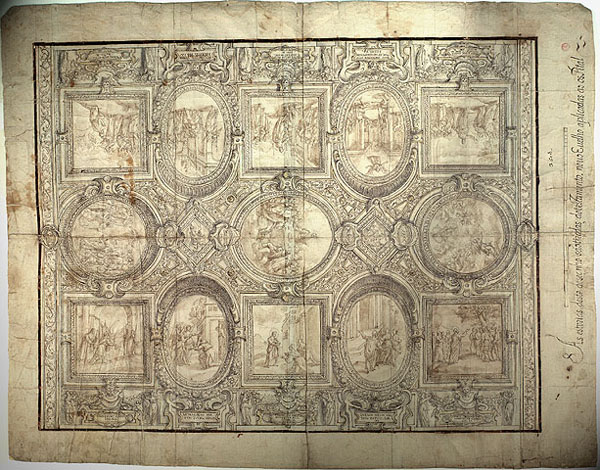
Représentation de la fresque présente dans la nef.

La façade principale de l'hôpital occupait la totalité du côté est du Rossio. L'actuelle Praça da Figueira se trouve à l'emplacement exact qu'occupait l'hôpital.
Les anciennes descriptions et les fouilles semblent indiquer que le bâtiment avait, en plus de son rez-de-chaussée, deux étages et qu'il était organisé en plusieurs ailes de forme carrée. Une cour centrale entourait la chapelle de l'hôpital qui comportait une tour massive sur la partie est de la nef.
Sur la façade principale de l'hôpital se trouvait une galerie avec des arcades et des contreforts. L'entrée de la chapelle, que l'on atteignait par un escalier, se trouvait au milieu de la façade. Les dessins contemporains montrent que la chapelle était de style manuélin, la version portugaise du gothique tardif sous le règne de Manuel Ier.

## Organisation

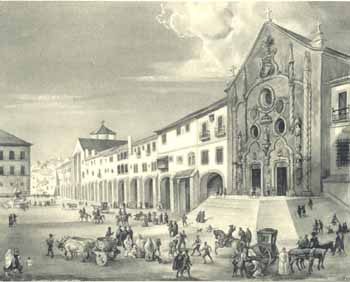
L'hôpital, façade vue de profit

Le statut de l'hôpital a été octroyé par le roi Manuel Ier en 1504 et était fondé sur les statuts des hôpitaux contemporains à Florence et Sienne. Initialement l'hôpital avait trois infirmeries (enfermarias) situées dans les étages supérieurs, où les malades étaient traités. Le rez-de-chaussée était quant à lui occupé par le personnel de l'hôpital (environ 50 personnes dont certaines vivaient dans le bâtiment). La cuisine, le réfectoire, la pharmacie ainsi que les chambres pour les enfants abandonnés (appelés expostos), les mendiants et les handicapés mentaux se trouvaient au premier étage.
D'après les estimations, l'hôpital avait initialement une capacité de 250 personnes, et 2 500 à 3 000 personnes étaient traitées chaque année. Bien que les locaux aient été victimes de plusieurs incendies, les installations ont été agrandies jusqu'au milieu du XVIIIe siècle quand l'hôpital comportait 12 infirmeries. Il s'agissait alors de la plus grande des institutions médicales de la ville et d'un important centre d'étude pratique de l'anatomie et de la médecine au Portugal.
L'hôpital était, au départ, administré par un provedor nommé par le roi, mais après 1564 il fut dirigé par l’Irmandade da Misericórdia (Fraternité de la Pitié), une organisation religieuse à but caritatif du Portugal établie en 1498.

## Destruction
Les choses changèrent lors du tremblement de terre de 1755 pendant lequel une grande partie de la ville fut détruite par la secousse mais aussi par l'incendie qui s'ensuivit. La situation était d'autant plus grave que l'hôpital lui-même était très endommagé. De ce fait, les patients survivants et les blessés du séisme étaient hébergés dans des couvents et palais non endommagés. Le gouvernement du roi Joseph Ier, mené par le Marquis de Pombal, commença rapidement à reconstruire l'hôpital qui put bientôt accueillir des malades.
Pour certaines raisons, dont notamment des contraintes financières, l'hôpital n'a jamais été entièrement reconstruit. En 1775, le service hospitalier fut transféré dans le bâtiment du Colégio de Santo Antão, une université jésuite qui a été confisquée par la Couronne après que l'ordre jésuite ait été expulsé du Portugal en 1759. Le nouvel hôpital fut baptisé Hospital de São José, en l'honneur du  roi Joseph Ier. Les restes de l'hôpital initial ont été démolis et une nouvelle place fut créée à son ancien emplacement, la Praça da Figueira (« Place du figuier »).